# Los misterios del oráculo
Los misterios del oráculo de título original Dark Oracle, es una serie de televisión canadiense que se estrenó en 2004 en el popular canal YTV de Canadá. Fue creado por Jana Sinyor (Degrassi: The Next Generation), y codesarrollado por Heather Conkie (Amazonas, camino a la Avonlea). En 2005, Dark Oracle ganó el Premio Emmy Internacional al mejor programa para niños y jóvenes.

## Sinopsis
Dark Oracle sigue las aventuras de los hermanos mellizos Cally y Lance Stone de 15 años de edad. Un día, de repente descubren un cómic, y dentro de él un mundo de peligro, miedo e incertidumbre.Los gemelos descubren también que Dark Oracle tiene un programa oculto que amenaza su propia existencia. En una mezcla única de acción en vivo y cómics de estilo animación, los dos hacen frente a sus alter ego animados, Violet y Blaze, que poseen la extraña habilidad de manipular a su futuro. Con eventos en la cómics que influyen en su propio mundo, Cally y Lance lucha para permanecer un paso por delante de sus homólogos oscuros, o se enfrentan a una situación muy desagradable. Lo que está en juego en aún mayor, con Violet y Blaze tratando de escapar en el mundo real a causar más estragos.
Dark Oracle es protagonizado por Paula Brancati y Álex House como Cally Stone y Lance Stone, junto a Jonathan Malen como Dizzy, el amigo de la infancia de Cally y Lance y a Danielle Miller, como Sage, la novia de Lance.
"Una de las cosas que nos llamó la atención de Dark Oracle, es que usaba una idea fresca, la de un libro de historietas que viene a la vida, a la vida de los estudiantes de secundaria. Visualmente será asombroso, y es un magnífico escenario para que Cally y Lance aprendan a lidiar con las predicciones del comic", explicó Suzanne French, productora de Shaftesbury Films.
Dark Oracle tiene además una segunda temporada en YTV. En dicha temporada la serie ha tomado un rumbo diferente al de la primera temporada, con los personajes de cómics interviniendo directamente con los protagonistas. Además Dizzy y Sage descubren la existencia de los cómics y tienen sus propias experiencias con él.

## Personajes

### Cally Stone - Paula Brancati
Cally Stone, hermana melliza de Lance, bonita y orgullosa de sí misma en los momentos que requieren sensatez. Ella es también la última persona que cree que un cómic podría unirlos a nuevos mundos. Cuando se encuentra rodeada de lo sobrenatural, se da cuenta de que cualquier cosa puede suceder.

### Lance Stone - Álex House
Lance, el hermano mellizo de Cally, prefiere los videojuegos y los cómics a la gente real. A diferencia de su hermana, él es muy tímido y tiende a mantenerse en sí mismo. Cuando se encuentra dibujado en cómic y se reúne con Sage, este autoproclamado "excéntrico" empieza a salir de su caparazón.

### Dizzy - Jonathan Malen
Dizzy es el mejor amigo de Lance, y al igual que Lance comparte la pasión por los juegos de azar y los cómics. No es cuestión de que la escuela secundaria plantea desafíos para Dizzy, especialmente con su enamorado de Cally. Pero con algo de tiempo es capaz de sacudir su persona geek y no ser poco cool ... .. bueno casi. Después de un tiempo Cally y Lance deciden decirle acerca de los cómics.

### Sage - Danielle Miller
Sage trabaja en la tienda de libros de historietas (Gamers Cave Cómic Book Store, en inglés) y se convierte en la novia de Lance. Ella no se da cuenta los acontecimientos sobrenaturales a su alrededor, aunque en un momento Cally y Lance le dicen a ella y a Dizzy todo sobre el libro de historietas. Ella y Lance rompen en muchos episodios debido a la influencia de la historieta. Vern a menudo ha tratado de quitársela a Lance, pero nunca sucede.

### Doyle - Mark Ellis
Doyle es el propietario de jugadores Cueva cómic tienda. Pasa mucho tiempo en la parte trasera de su tienda, que también hace las veces de un lugar de encuentro para el club de Necromancers secreta. Cally y Lance tiene la sospecha de que él es de alguna forma conectado con el extraño libro de historietas.

### Omen - Kristopher Turner
Omen (Presagio, en español) fue convertido en una rana por Doyle para poder mantener bajo control su magia. En un episodio de la serie, Lance le dice a Cally "se puede aprender mucho de un cómic". Omen utiliza el resto de su magia para transformar un cómic en el "Dark Oracle".
Cuando Lance Stone fue invitado a los juegos de azar del grupo Doyle, Omen escapa de su jaula, ocultándose en la mochila de Cally. Omen, sin saberlo, es llevado a la casa de los hermanos Stone. Cally lo llama Nemo, sacando el nombre del cómic. Nemo no recuperó su forma humana hasta que Lance le dio un beso (tomado de la historia de la rana príncipe), momento en el cual la maldición de Omen es levantada.
Cally se encuentra más tarde con Omen en la escuela, cuando le pide que le pase la libreta que se le cayó debajo de la silla de Cally durante el almuerzo, y se enamora instantáneamente. Los dos se vuelven amigos y trabajan juntos en un proyecto escolar. Esto era parte del plan de Omen para tomar rehén a Cally y atraer a Doyle en la escuela. Omen se vio frustrado cuando Lance lo besó en la mejilla, lo que lo convirtió en una rana de vuelta.
Omen vuelve en el último episodio de la primera temporada, cuando Cally y Lance quitan su maldición una vez más, con el fin de deshacerse de Violeta y Blaze. Él hizo un intento, pero falló. Trató de vengarse de Doyle, una vez más en una "Masquerade ball", pero se enfrentó a los hermanos Stone. Omen queda solo en un cuarto sin nada más que un espejo. Él oye la voz de Blaze y Violeta y se tira en el espejo. Al final de la temporada, Violeta y Blaze se burlan de Omen diciéndole: "Bienvenido de nuevo, Omen".
Sin embargo, Omen hace otra aparición en el estreno de la temporada 2. Está siendo perseguido por Violeta y Blaze en el cómic. Ellos se preguntan cómo entró en el otro mundo, lo que da a entender que Omen procede de la historieta. Finalmente, Omen hace un trato con Violet y Blaze. Vern es citado por Omen y lo ayuda a liberarse de su vínculo con el cómic. Cuando Vern le hace una broma a Lance, Omen lanza un hechizo para intercambiar a Lance por Blaze en el mundo real. Omen decide ayudar a Cally a recuperar a Lance; sin embargo, Blaze revela que Omen hizo un trato con él, y Cally abandona a Omen.
Después de que un plan para rescatar a Lance falla, Omen revela sus verdaderos sentimientos a Cally. Doyle, Vern y Omen trabajan en un Poder que requiere tres Hechiceros de las artes oscuras para convocar y matar al Puppet Master (la contraparte de Doyle). Una vez que Lance es liberado (dentro del cómic), el Puppet Master intenta utilizar un hechizo de supresión sobre Cally. Omen sacrifica su propia vida para salvar a Cally y desaparece. Se desconoce si regresa al cómic o muere. Me encanta esta historia

### Annie - Barbara o Bárbara Mamabolo
Annie es la mejor amiga de Cally. Ella y Cally pelean muy a menudo desde la aparición del cómic. Cuando se pelean, Annie se empieza a juntar con Kathleen hasta que vuelve a hacerse amiga de Cally. Annie apoyará a Cally en casi todo. Ella todavía tiene que aprender acerca de los cómics.

### Vern - David Rendall
Vern es un chico gótico que es compañero de clase de Cally y Lance. No es ni un amigo, ni un verdadero enemigo. Él siempre se junta con Simone (que puede tener sentimientos por él y además trata de aprender de los poderes que tienen Omen y Doyle). A veces causa problemas para los gemelos y otras veces viene en su ayuda. Vern salvó la vida de Lance cuando fue empujado en el espejo por Vern lo que significa que se trataba de una broma inofensiva.

### Emmett - Nathan Stephenson
Emmett es un chico enamorado de Cally, pero a causa de la historieta su relación termina.